# Stazione di Borgochiesanuova
La stazione di Borgochiesanuova è una fermata ferroviaria della linea Verona-Modena, ubicata presso la Circonvallazione Sud del comune di Mantova, a servizio dei quartieri Borgonuovo, Due Pini e Borgochiesanuova, del polo ospedaliero "Carlo Poma" e di quello scolastico ove sono ubicati l'ITIS "Enrico Fermi" e l'IPSIA "Leonardo da Vinci".

## Storia
La fermata di Borgochiesanuova è stata attivata il 9 dicembre 2012.

## Strutture e impianti
La fermata è a un solo binario servito da un marciapiede, posto sulla sinistra rispetto alla marcia dei treni dispari, il quale è lungo 150 m e risulta protetto da una pensilina.

## Movimento
La fermata è servita dai treni regionali in servizio sulla relazione Mantova-Modena, cadenzati a frequenza oraria ed eserciti da Trenitalia Tper.